# Гамильтон, Вирджиния
Вирджиния Эстер Гамильтон (англ. Virginia Esther Hamilton, 1936—2002) — афроамериканская детская писательница, автор 41 книги, удостоенных многих литературных премий.
Была представлена на коллекционных карточках Supersisters.

## Биография
Родилась в Йеллоу Спрингс, штат Огайо, куда в своё время из Вирджинии, спасаясь от рабства, бежали её прабабушка и дед, и получила имя в честь родного штата деда. Вирджиния была младшим ребёнком в семье, где было пять детей. В традициях семьи Гамильтон были чтение, сочинение музыки и устное творчество.
Вирджиния поступила в Антиохийский колледж в Йеллоу Спрингс, а затем перевелась в Университет штата Огайо. В 1960 году вышла замуж за детского писателя Арнольда Адова.
Первой книгой Гамильтон был роман Zeely, опубликованный в 1967 году. После этого она опубликовала более 30 книг для юных читателей — романы, биографические очерки, сборники народных сказок. Гамильтон также пользовалась известностью в качестве лектора и преподавателя, её статьи печатались во многих периодических изданиях.
Произведения В.Гамильтон характерны сложностью построения и сложными взаимоотношениями персонажей, определяемые особенностями их внутреннего мира. Главные герои её книг — чернокожие люди, в её произведениях всегда ясно ощущается влияние африканского наследия — истории, обычаев, фольклора. Это заметно в произведениях, посвященных юным афроамериканцам, стремящимся осмыслить свои исторические корни. Для произведений Гамильтон не характерен глубокий психологизм — она углубляется в психологию ровно настолько, насколько необходимо, предпочитая дать возможность читателю найти ответы на затронутые вопросы самостоятельно.
На протяжении писательской карьеры Гамильтон неоднократно была удостоена наград и премий, в том числе — Премии Эдгара По, Coretta Scott King Award, Boston Globe-Horn Book Award, Laura Ingalls Wilder Medal, National Book Award for Young People’s Literature, и премии Х. К. Андерсена.
Ежегодно с 1984 года в университете Кента в штате Огайо проходит конференция Вирджинии Гамильтон по мультикультурной литературе для молодежи.
Умерла от рака груди в 2002 году.